# Samuel Edozie
Samuel Edozie, né le 28 janvier 2003 à Lewisham en Angleterre, est un footballeur anglais qui joue au poste d'attaquant au Southampton FC.

## Biographie

### En club
Né à Lewisham en Angleterre, Samuel Edozie est formé par le Millwall FC avant de poursuivre sa formation à Manchester City, qu'il rejoint à l'âge de seize ans, en 2019, alors qu'il est à l'époque également courtisé par le Chelsea FC.
Lors de l'été 2021, Edozie est intégré à l'équipe première de Manchester City durant les matchs de présaison. Il se fait alors remarquer en inscrivant trois buts durant ces matchs amicaux, ce qui lui vaut alors les éloges de son entraîneur Pep Guardiola. Le 7 août 2021, Edozie joue son premier match en professionnel à l'occasion du Community Shield 2021 contre Leicester City. Il est titularisé et son équipe s'incline par un but à zéro,.
Le 1er septembre 2022, Edozie rejoint le Southampton FC. Il signe un contrat de cinq ans, tandis que son coéquipier de l'académie Juan Larios (en), s'engage également avec les Saints,.
Avec Southampton, Edozie découvre la Premier League, jouant son premier match sous ses nouvelles couleurs dans cette compétition, le 3 septembre 2022 face au Wolverhampton Wanderers. Il entre en jeu à la place de Joe Aribo et son équipe s'incline sur un but de Daniel Podence (1-0 score final),,.
Le 4 septembre 2024, il rejoint le RSC Anderlecht en prêt sans option d'achat.
Edozie inscrit son premier but pour Anderlecht le 28 septembre 2024 contre le FCV Dender EH, en championnat. Titularisé, il ouvre le score mais les deux équipes se neutralisent (1-1 score final)

### En sélections nationales
Né en Angleterre, Samuel Edozie possède des origines nigériannes qui le rendent éligible pour jouer également pour cette nation,.
Avec les moins de 19 ans il joue un total de quatre matchs et marque un but entre 2021 et 2022.
Le 1er septembre 2023, Samuel Edozie est appelé pour la première fois avec l'équipe d'Angleterre espoirs par le sélectionneur Lee Carsley.

## Statistiques

### En club
| Saison                | Club                  | Championnat           | Championnat | Championnat | Championnat | Coupe nationale | Coupe nationale | Coupe nationale | Coupe de la Ligue | Coupe de la Ligue | Coupe de la Ligue | Supercoupe | Supercoupe | Supercoupe | Compétition(s) continentale(s) | Compétition(s) continentale(s) | Compétition(s) continentale(s) | Compétition(s) continentale(s) | Autres compétitions | Autres compétitions | Autres compétitions | Autres compétitions | Total | Total | Total |
| Saison                | Club                  | Division              | M.          | B.          | P.d.        | M.              | B.              | P.d.            | M.                | B.                | P.d.              | M.         | B.         | P.d.       | Comp.                          | M.                             | B.                             | P.d.                           | Comp.               | M.                  | B.                  | P.d.                | M.    | B.    | P.d.  |
| 2021-2022             | Manchester City FC    | Premier League        | -           | -           | -           | -               | -               | -               | -                 | -                 | -                 | 1          | 0          | 0          | C1                             | -                              | -                              | -                              | -                   | -                   | -                   | -                   | 1     | 0     | 0     |
| 2022-2023             | Southampton FC        | Premier League        | 18          | 0           | 0           | 2               | 0               | 0               | 4                 | 0                 | 0                 | -          | -          | -          | -                              | -                              | -                              | -                              | -                   | -                   | -                   | -                   | 24    | 0     | 0     |
| 2023-2024             | Southampton FC        | Championship          | 32          | 6           | 3           | 2               | 0               | 0               | 0                 | 0                 | 0                 | -          | -          | -          | -                              | -                              | -                              | -                              | PO                  | 2                   | 0                   | 0                   | 36    | 6     | 3     |
| 2024-2025             | Southampton FC        | Premier League        | 2           | 0           | 0           | -               | -               | -               | 1                 | 0                 | 0                 | -          | -          | -          | -                              | -                              | -                              | -                              | -                   | -                   | -                   | -                   | 3     | 0     | 0     |
| Sous-total            | Sous-total            | Sous-total            | 52          | 6           | 3           | 4               | 0               | 0               | 5                 | 0                 | 0                 | -          | -          | -          | -                              | -                              | -                              | -                              | -                   | 2                   | 0                   | 0                   | 63    | 6     | 3     |
| 2024-2025             | RSC Anderlecht (prêt) | Division 1A           | 17          | 2           | 2           | 4               | 0               | 2               | -                 | -                 | -                 | -          | -          | -          | C3                             | 5                              | 1                              | 1                              | PO1                 | 6                   | 1                   | 1                   | 32    | 4     | 6     |
| Total sur la carrière | Total sur la carrière | Total sur la carrière | 69          | 8           | 5           | 8               | 0               | 2               | 5                 | 0                 | 0                 | 1          | 0          | 0          | -                              | 5                              | 1                              | 1                              | -                   | 8                   | 1                   | 1                   | 96    | 10    | 9     |

## Palmarès

### En club
|  |  | RSC Anderlecht - Coupe de Belgique : - Finaliste : 2025. |